# Постфиксация
Постфикса́ция (также постфиксальный способ словообразования) — один из аффиксальных способов словообразования, при котором словообразовательным формантом является постфиксальная морфема, находящаяся в абсолютном конце слова после основы или флексии: мыть → мыть-ся, кусать → кусать-ся, что → что-то, как → как-нибудь, где → где-либо, укр. вiдтирати «оттирать» → вiдтирати-ся «оттираться», бел. якi «какой» → якi-небудзь «какой-нибудь».
Особенностью постфиксального способа словообразования является сохранение мотивированным словом принадлежности к той же части речи, к какой относится мотивирующее слово, и отсутствие изменений мотивирующей (производящей) основы (как и в префиксальном способе).
В русском языке в словообразовании участвуют глагольные постфиксы -ся/-сь и морфемы, образующие неопределённые местоимения и наречия -то, -либо, -нибудь. Постфиксальный способ в русском языке наиболее развит в глагольном словообразовании — абсолютное большинство слов при постфиксации образуется при помощи морфемы -ся/-сь. Постфиксальные морфемы -то, -либо, -нибудь используются при образовании ограниченного числа местоименных слов.
Кроме чисто постфиксального способа словообразования постфиксы используются в комбинированных способах: в суффиксально-постфиксальном (колос → колос-и-ть-ся, горд-ый → горд-и-ть-ся), префиксально-постфиксальном (лететь → раз-лететь-ся, бежать → раз-бежать-ся) и префиксально-суффиксально-постфиксальном (говор-ить → пере-говар-ива-ть-ся, шепт-ать → пере-шёпт-ыва-ть-ся, укр. милосерд-я «милосердие» → з-милосерд-ити-ся «смилосердиться»). В данных способах мотивированные слова образуются одновременным присоединением к мотивирующей основе постфикса и суффикса, постфикса и префикса или сразу вместе постфикса, префикса и суффикса. Также отмечаются такие смешанные способы словообразования, как комбинация постфиксации и сращения (за благо рассудить → заблагорассудить-ся) и депостфиксация в сочетании с префиксацией (смеять-ся → вы-смеять).